# Mroczna kraina
Mroczna kraina (ang. Dark Country) – amerykański film kryminalny z gatunku thriller z 2009 roku w reżyserii Thomasa Jane'a. Wyprodukowany przez Stage 6 Films i Sony Pictures Home Entertainment.
Premiera filmu miała miejsce 6 października 2009 roku w Stanach Zjednoczonych.

## Opis fabuły
Dick (Thomas Jane) i Gina (Lauren German) beztrosko mkną przez pustynię starym samochodem z wygaszonymi światłami. W pewnej chwili Dick potrąca mężczyznę. Podróżujący zabierają rannego do auta. Nie zdają sobie sprawy z tego, że stanowi on śmiertelne zagrożenie.

## Obsada
Źródło: Filmweb
- Thomas Jane jako Dick
- Lauren German jako Gina
- Chris Browning jako nieznajomy
- Jonathan Lund jako sanitariusz
- Rene Mousseux jako policjant
- Ron Pearlman jako agent Thompson

i inni